# Proposal Rock
Proposal Rock – niewielka przybrzeżna wyspa w amerykańskim stanie Oregon, w hrabstwie Tillamook, w miejscowości Neskowin. Znajduje się w miejscu, w którym Neskowin Creek uchodzi do Oceanu Spokojnego.
Nazwa związana jest z legendą, według której na wyspie kapitan statku oświadczył się swojej wybrance. Legenda nie wspomina jednak, czy ta przyjęła oświadczyny.
W bezpośrednim sąsiedztwie Proposal Rock znajdują się pozostałości zatopionego lasu Neskowin Ghost Forest.